# Пужула, Жан Жозеф Франсуа
Жан Жозе́ф Франсуа́ Пужула́ (фр. Jean-Joseph-François Poujoulat; 28 января 1808, Ла-Фар-лез-Оливье — 5 января 1880, Париж) — французский историк, журналист и политик; соратник Мишо́.

## Биография и творческая деятельность
Ярый роялист и католик, он сдружился с Мишо и стал сотрудником его «Истории крестовых походов» (Bibliothèque des croisades в 7 томах; 1812—1822). В 1830 году Пужула сопровождал Мишо на Восток. Особенно тщательно он исследовал Иерусалим, Иудею и Сирию. По возвращении, они издали описание своей поездки, под заглавием «Correspondance d’Orient» (1832—1835).
Затем они выпустили «Nouvelle collection des mémoires pour servir à l'histoire de France depuis le XIIIe siècle jusqu'à la fin du XVIIIe» (1836—1838; в 32 томах; изд. 1851 года), — труд, содержавший массу неизданного и ценного материала
По смерти Мишо, Пужула, согласно воле последнего, выпустил новое издание его «Истории крестовых походов», со статьей о жизни и литературной деятельности Мишо (1840—46).

## Издания
Кроме совместных работ с Мишо, Пужула оставил много самостоятельных трудов:
- роман «La Bédouine» (1835),
- «Toscane et Rome»,
- «Histoire de Saint-Augustin»,
- «Histoire de Jerusalem» (5 изд., 1866),
- «France et Russie à Constantinople» (1853),
- «Le Pape et la liberté» (1860),
- «Examen de la vie de Jésus de M. Rénan» (1863),
- «Histoire de France depuis 1814 jusqu’à nos jours» (1864—67),
- «Etudes et portraits» (1868),
- «Souvenirs d. histoire et de littérature» (нов. изд., 1886),
- «Histoire de la révolution française» (1870).

Его перу принадлежат также многочисленные статьи в ультрароялистическом органе «Quotidienne», переименованном затем в «L’Union», a также в «Revue des Deux Mondes», «Correspondant» и др.